# Chhola
Chhola és una serralada de muntanyes a l'Himàlaia, que forma el límit oriental de Sikkim, i separa aquest estat indi de Bhutan i Tibet. Va des del sud, de la muntanya de Dankia (7.184 metres), cap al nord, i avança paral·lel a la serralada Singalila (que forma el límit oriental de Sikkim, al que separa de Nepal). Els passos principals són el Tankra, el Jelep i el pass de Chhola, proper a la ruta entre Tumlong, l'antiga residència d'hivern del que fou rei de Sikkim, i Chumbi, la residència d'estiu al Tibet.